# Гирканський національний парк
Гирканський національний парк (азерб. Hirkan Milli Parkı) — національний парк в Азербайджані, в регіоні Талиш. Створений у 2004 році на території Ленкоранського та Астаринського районів. Площа 42,797 гектар (427.97 км²).

## Мета створення
Основна мета створення парку — захист ландшафтів вологих субтропіків а також захист реліктових та ендемічних видів рослин.

## Флора
Із 435 видів дерев і чагарників поширених на територій Азербайджану 150 маються на гирканських лісах в тому числі занесені до «Червоної книги» Азербайджану гирканський самшит, залізне дерево, дуб каштанолістний, інжир, груша гирканська, альбіція ленкоранська, хурма кавказька, вільха та інші. Для включення гирканських ліс ів в список природного та культурної спадщини ЮНЕСКО, документи були передані в секретаріат ЮНЕСКО.
Флора парку включає 1900 видів, включно 162 ендемічних, 95 рідкісних, 38 вимираючих видів.

## Фауна
Із тварин у парку мешкають:
| Назва                           | Наукова назва                    |
| ------------------------------- | -------------------------------- |
|                                 |                                  |
| Пантера плямиста                | Panthera pardus                  |
| Талишський фазан                | Phasianus colchicus talischensis |
| Гирканський гаичка              | Poecile hyrcanus                 |
| Лелека чорний                   | Ciconia nigra                    |
| Беркут                          | Aquila chrysaetos                |
| Пелікан кучерявий               | Pelecanus crispus                |
| Мармуровий чирок і багато інших | Marmaronetta angustirostris      |